# Alegeri pentru Parlamentul European în România, 2024
Alegerile pentru Parlamentul European (PE) din 2024 au avut loc în România la data de 9 iunie 2024. Aceste alegeri au fost organizate concomitent cu cele locale. Au fost admise pentru a candida 9 partide politice, 3 alianțe electorale, respectiv 4 candidați independenți. Aceste alegeri sunt al cincilea de acest tip de la intrarea țării în Uniunea Europeană (UE) în 2007.

## Procedura de vot
Cei 33 de eurodeputați români sunt aleși prin vot universal direct de către toți cetățenii UE înregistrați pe listele electorale și având vârsta de peste 18 ani. Scrutinul se desfășoară într-o singură circumscripție electorală pe baza reprezentării proporționale, ceea ce înseamnă că numărul de deputați aleși de la fiecare partid politic depinde de numărul de voturi obținut de partid. România folosește un sistem de liste închise, care nu permite modificarea numărului de ordine a candidaților pe listă. Locurile în Parlamentul European (PE) sunt alocate partidelor care obțin cel puțin 5% din voturile valabil exprimate prin metoda d'Hondt.

## Contextul politic

### Coaliția Națională pentru România (CNR: PSD-PNL)
La ultimele alegeri europarlamentare, cele din 2019, PSD a obținut 9 mandate. A fost cel mai slab rezultat electoral înregistrat de PSD în toată istoria sa, în mare parte obținut din cauza retoricii eurosceptice și naționaliste pe care a adoptat-o partidul în timpul conducerii lui Liviu Dragnea, a slăbirii statului de drept și a încurajării corupției. A urmat o perioadă în care partidul în termen de câteva luni a schimbat 2 președinți: Liviu Dragnea (27 mai 2019) și Viorica Dăncilă (noiembrie 2019). În noiembrie 2019, Marcel Ciolacu a preluat ca interimar președinția PSD și ulterior a fost ales în 2020 la un congres. Pe tot parcursul președinției lui Marcel Ciolacu, PSD a încercat să se îndepărteze de retorica eurosceptică și să-și spele imaginea de partid al corupției. Din 2021 PSD este unul din principalele partide de la guvernare alături de PNL în cadrul Coaliției Naționale pentru România (CNR).
Partidul Național Liberal (PNL) s-a clasat pe primul loc la ultimele alegeri europarlamentare, obținând 10 mandate. Discursurile liderilor și candidaților PNL au balansat în timpul campaniei între un focus pe subiecte de politică europeană și un accent pe politica internă și disputele cu coaliția de guvernare. Printre promisiunile electorale s-au numărat: ridicarea MCV-ului, aderarea României la Spațiul Schengen și la zona euro, îmbunătățirea statului de drept și investiții prin accesarea fondurilor europene.
După alegerile din 2020, PNL a intrat la guvernare alături de USR și UDMR, coaliție ce va rezista până în septembrie 2021. Pe tot parcursul anului 2021, în cadrul PNL au crescut tensiunile, președintele partidului Ludovic Orban fiind contestat de oameni de rang înalt din PNL. La congresul din septembrie 2021, Florin Cîțu a câștigat președinția partidului în fața lui Ludovic Orban. Cîțu nu va rămâne însă multă vreme președinte, în aprilie 2022, Nicolae Ciucă devenind noul președinte. În urma pierderii președinției partidului de către Ludovic Orban și a crizei politice din 2021, din PNL s-a desprins și a fost înființat de către Orban un nou partid, Forța Dreptei (FD).
Pe 21 febuarie 2024, PSD și PNL au anunțat comasarea alegerilor locale cu cele pentru Parlamentul European. Pe lângă asta, Marcel Ciolacu și Nicolae Ciucă au anunțat că cele două partide de la guvernare vor candida pe liste comune la alegerile europarlamentare.

### Alianța Dreapta Unită (ADU: USR-PMP-FD)
Uniunea Salvați România (USR) a participat la alegerile din 2019 ca Alianța 2020 USR PLUS, o alianță între partidele USR și PLUS care ulterior vor fuziona, obținând 8 mandate de eurodeputați. A fost cel mai bun rezultat electoral înregistrat de USR de la înființarea sa în 2016. Campania electorală din 2019 s-a concentrat în special pe o retorică pro-europeană, iar printre ofertele electorale s-au numărat: protejarea drepturilor românilor în UE, aderarea României la Spațiul Schengen, modificări în educație, agricultură și infrastructură și luarea unor măsuri care să crească bunăstarea socială. De asemenea, în mitingurile ținute în timpul campaniei electorale, mesajul Alianței USR PLUS a pus accent pe lupta împotriva puterii guvernamentale (fiind una autoritară și represivă).
În 2020, USR PLUS a intrat la guvernare alături de PNL și UDMR. În 2021, USR și PLUS au fuzionat oficial, numele de USR fiind păstrat. În septembrie 2021, ieșirea USR-ului de la guvernare a declanșat o criză politică care a fost soluționată de intrarea PSD-ului la guvernare alături de PNL și UDMR. În octombrie 2021, congresul USR l-a ales în funcția de președinte al partidului pe Dacian Cioloș, acesta nu va ocupa mult funcția însă în febuarie 2022 părăsind postul de președinte și partidul. Ulterior Cătălin Drulă a fost ales președinte.
În febuarie 2023, eurodeputatul USR Nicolae Ștefănuță și-a anunțat părăsirea partidului și afilierea la Grupul Verzilor/Alianța Liberă Europeană (Verzii/ALE) ca independent.
La sfârșitul anului 2023, liderii USR, PMP și FD și-au anunțat intenția de-a crea o alianță de centru-dreapta pentru a participa pe o listă comună la alegerile europarlamentare din 2024. Pe 18 decembrie 2023, USR, PMP și Forța Dreptei au lansat oficial Alianța Dreapta Unită (ADU), urmând să candideze pe o listă comună la alegerile europarlamentare.

### Alianța pentru Unirea Românilor (AUR)
Alianța pentru Unirea Românilor (AUR) este un partid politic care a fost înființat de către candidatul independent de la europarlamentarele din 2019, George Simion, în decembrie 2019. Intrarea neașteptată a AUR în parlamentul României după alegerile din 2020 a avut ca rezultat apariția de-a lungul vremii în presă a articolelor care etichetează AUR ca fiind un partid extremist de dreapta cu o retorică ultranaționalistă, eurosceptică, neolegionară, șovinistă și populistă. Din 2021, AUR intenționează să se afilieze grupului europarlamentar al Conservatorilor și Reformiștilor Europeni (CRE).  Europarlamentarii AUR au aderat la grupul europarlamentar CRE.

### Reînnoim Proiectul European al României (REPER)
În mai 2022, Dacian Cioloș alături de alți 4 eurodeputați, au anunțat lansarea unui nou partid, REPER, eurodeputații Dragoș Pîslaru, Ramona Strugariu, Alin Mituța și Dragoș Tudorache părăsind USR și intrând în noul partid.

## Delegația României în Parlamentul European (PE) înainte de alegeri
| Grup europarlamentar                                | Grup europarlamentar                                                 | Mandate | Partid național                                     | Mandate | Note  |
| --------------------------------------------------- | -------------------------------------------------------------------- | ------- | --------------------------------------------------- | ------- | ----- |
|                                                     | Grupul Partidului Popular European (PPE/EPP)                         | 14 / 33 | Partidul Național Liberal (PNL)                     | 10      | [ d ] |
| Uniunea Democrată Maghiară din România (UDMR/RMDSZ) | Grupul Partidului Popular European (PPE/EPP)                         | 14 / 33 | 2                                                   | [ e ]   |       |
| Partidul Mișcarea Populară (PMP)                    | Grupul Partidului Popular European (PPE/EPP)                         | 14 / 33 | 2                                                   | [ f ]   |       |
|                                                     | Alianța Progresistă a Socialiștilor și Democraților (S&D)            | 10 / 33 | Partidul Social Democrat (PSD)                      | 8       | [ g ] |
| PRO România (PRO)                                   | Alianța Progresistă a Socialiștilor și Democraților (S&D)            | 10 / 33 | 1                                                   | [ h ]   |       |
| Partidul Umanist Social Liberal (PUSL)              | Alianța Progresistă a Socialiștilor și Democraților (S&D)            | 10 / 33 | 1                                                   | [ i ]   |       |
|                                                     | Renew Europe (Renew)                                                 | 7 / 33  | Uniunea Salvați România (USR)                       | 2       | [ j ] |
| Reînnoim Proiectul European al României (REPER)     | Renew Europe (Renew)                                                 | 7 / 33  | 5                                                   | [ k ]   |       |
|                                                     | Conservatorii și Reformiștii Europeni (CRE/ECR)                      | 1 / 33  | Partidul Național Țărănesc Creștin Democrat (PNȚCD) | 1       | [ l ] |
|                                                     | Grupul Verzilor/Alianța Liberă Europeană (Verzii/ALE/The Greens/EFA) | 1 / 33  | Independent                                         | 1       | [ m ] |
| Sursă: Parlamentul European                         |                                                                      |         |                                                     |         |       |

## Candidați
Uniunea Salvați România (USR) și Alianța pentru Unirea Românilor (AUR) au fost primele partide care și-au anunțat candidații oficiali pentru Parlamentul European (PE). La data de 18 decembrie 2023, Uniunea Salvați România (USR) a anunțat formarea unei alianțe politice alături de Partidul Mișcarea Populară (PMP) și Forța Dreptei (FD), Alianța Dreapta Unită (ADU), cele trei partide urmând să candideze pe o listă comună la alegerile europarlamentare.
La data de 11 martie 2024, Reînnoim Proiectul European al României (REPER) și-a anunțat lista de candidați pentru alegeri europarlamentare. Tot în aceeași zi, coaliția de guvernare și-a anunțat lista de candidați pentru aceste alegeri. De asemenea, Partidul Umanist Social Liberal (PUSL) va avea doi candidați pe listele Alianței PSD-PNL, două locuri eligibile fiind cedate de PSD și PNL în favoarea PUSL. La data de 21 martie, Ramona Chiriac s-a retras de pe lista PSD-PNL.
În tabelul de mai jos, sunt listați candidații partidelor politice în ordinea în care apar pe buletinul de vot conform ultimului comunicat al Biroului Electoral Central (BEC):
| Lista candidaților | Lista candidaților       |
| #                  | Candidat                 |
| ------------------ | ------------------------ |
| 1                  | Iuliu Winkler            |
| 2                  | Lóránt Vincze            |
| 3                  | Dora Szilagyi            |
| 4                  | Zsolt Szilágyi           |
| 5                  | Zazula Béla              |
| 6                  | Petru Farago             |
| 7                  | Helga Lörincz            |
| 8                  | István Szilágyi          |
| 9                  | Béla Bors                |
| 10                 | Lóránd Turos             |
| 11                 | Margit Bálint            |
| 12                 | József Szabó             |
| 13                 | Zoltán Csibi             |
| 14                 | Zsombor Ambrus           |
| 15                 | Antal Szentes            |
| 16                 | Tibor Meleg              |
| 17                 | István Pintér            |
| 18                 | Antal Géza               |
| 19                 | Zoltan Pogocsan          |
| 20                 | Levente Kovács           |
| 21                 | Brigitta-Eva Zahoranszki |
| 22                 | Arnold Sinka             |
| 23                 | Hajnal Kéry              |
| 24                 | Botond Balasz            |
| 25                 | Boglárka Kántor          |
| 26                 | Csaba Ladányi            |
| 27                 | Ștefan Mureșan           |
| 28                 | Marta Mate               |
| 29                 | Gabor Budai              |
| 30                 | János Gergely            |
| 31                 | Alice-Maria Colț         |
| 32                 | Tamaș-Carol Pero         |
| 33                 | Emese Szabo-Csorba       |
| 34                 | Bernadett Kovács         |
| 35                 | Attila Mathe             |
| 36                 | Blanka Badi              |
| 37                 | Balász Bege              |
| 38                 | Ibolya Mester            |
| 39                 | Zsófia Szabó             |
| 40                 | Istvan Erdei-Doloczki    |
| 41                 | Laszló Papp              |
| 42                 | Csilla Béczi             |
| 43                 | Zsolt Demeter            |

| Lista candidaților | Lista candidaților             |
| #                  | Candidat                       |
| ------------------ | ------------------------------ |
| 1                  | Mihai Tudose                   |
| 2                  | Rareș Bogdan                   |
| 3                  | Gabriela Firea                 |
| 4                  | Dan-Ștefan Motreanu            |
| 5                  | Adina Ioana Vălean             |
| 6                  | Iulian Claudiu Manda           |
| 7                  | Victor Negrescu                |
| 8                  | Vasile Dîncu                   |
| 9                  | Daniel Buda                    |
| 10                 | Maria Grapini                  |
| 11                 | Florin-Gheorghe Cârciu         |
| 12                 | Siegfried Mureșan              |
| 13                 | Adrian-Dragoș Benea            |
| 14                 | Mircea Hava                    |
| 15                 | Dan Nica                       |
| 16                 | Gheorghe Falcă                 |
| 17                 | Ștefan Mușoiu                  |
| 18                 | Roxana Mînzatu                 |
| 19                 | Virgil-Daniel Popescu          |
| 20                 | Andi Cristea                   |
| 21                 | Iulian-Alexandru Muraru        |
| 22                 | Andra Bică                     |
| 23                 | Mara Mareș                     |
| 24                 | Mihaela Ivancia                |
| 25                 | Irinela Nicolae                |
| 26                 | Vasile-Dorin Voicu             |
| 27                 | Ciprian-Alexandru Epure        |
| 28                 | Larisa Blanari                 |
| 29                 | Florian-Valeriu Sălăjeanu      |
| 30                 | Octavian Oprea                 |
| 31                 | Cristina-Mara Țogănel          |
| 32                 | Alin-Adam Țambă                |
| 33                 | Claudiu-Daniel Catana          |
| 34                 | Elena-Ioana Murg               |
| 35                 | Valentin-Constantin Stavarache |
| 36                 | Daniela Popa                   |
| 37                 | Mădălin-Claudiu Căciulă        |
| 38                 | Daniel-George Surdu            |
| 39                 | Doru Câplea                    |
| 40                 | Ștefania-Roxana Șerban         |
| 41                 | Monica-Maria Iordache          |
| 42                 | Dorina-Mădălina Lazăr          |
| 43                 | Alexandru-Ștefan Deaconu       |

| Lista candidaților | Lista candidaților      |
| #                  | Candidat                |
| ------------------ | ----------------------- |
| 1                  | Dacian Cioloș           |
| 2                  | Ramona Strugariu        |
| 3                  | Dragoș Pîslaru          |
| 4                  | Oana-Alexandra Cambera  |
| 5                  | Andrei-Răzvan Lupu      |
| 6                  | Andreea Leonte          |
| 7                  | Cristian Presură        |
| 8                  | Simina Tulbure          |
| 9                  | Ciprian Mihali          |
| 10                 | Ana-Maria Boghean       |
| 11                 | Adrian Cobianu          |
| 12                 | Anne Marie Bordianu     |
| 13                 | Octavian Olaru          |
| 14                 | Georgiana Diță          |
| 15                 | Constantin Pomohaci     |
| 16                 | Florina Coldea Russu    |
| 17                 | Bogdan Drăguț           |
| 18                 | Monica Olteanu          |
| 19                 | Daniel Seceleanu        |
| 20                 | Caba Gina               |
| 21                 | Bogdan Toader           |
| 22                 | Mariana Pavelescu       |
| 23                 | Alexandru Dan-Roșu      |
| 24                 | Petra Săbăduș           |
| 25                 | Adrian Slabu            |
| 26                 | Maria Cojocaru          |
| 27                 | Gabriel Golgoțiu        |
| 28                 | Nicoleta Marian         |
| 29                 | Dan Damian              |
| 30                 | Angela Danciu           |
| 31                 | Constantin Petre        |
| 32                 | Doina Jacotă            |
| 33                 | Marcel Ivanov           |
| 34                 | Andrei Mihai-Beța       |
| 35                 | Beniamin Gheorghiță     |
| 36                 | Gheorghe Barbur         |
| 37                 | Adrian Moleavin         |
| 38                 | Iulian Similoiu         |
| 39                 | Florinel Ciobanu        |
| 40                 | Ștefan Cîmpan           |
| 41                 | Gabriela Diaconeasa     |
| 42                 | Alin Popovici           |
| 43                 | Victor Emanuel-Munteanu |

| Lista candidaților | Lista candidaților            |
| #                  | Candidat                      |
| ------------------ | ----------------------------- |
| 1                  | Cristian Terheș               |
| 2                  | Claudiu Târziu                |
| 3                  | Gheorghe Piperea              |
| 4                  | Maria-Georgiana Teodorescu    |
| 5                  | Adrian-George Axinia          |
| 6                  | Șerban-Dimitrie Sturdza       |
| 7                  | Cristina-Gabriella Dumitrescu |
| 8                  | Laura Gherasim                |
| 9                  | Nicolae Vlahu                 |
| 10                 | Mihail Neamțu                 |
| 11                 | Peter Costea                  |
| 12                 | Ioan-Aurelian Popa            |
| 13                 | Dan Tanasă                    |
| 14                 | Silviu-Octavian Gurlui        |
| 15                 | Cristina-Emanuela Dascălu     |
| 16                 | Daniel-Răzvan Biro            |
| 17                 | Elena-Viorica Năstăsoiu       |
| 18                 | Monica Iagăr                  |
| 19                 | Nicușor-Cristian Mancaș       |
| 20                 | Veronica Grosu                |
| 21                 | Avram Fițiu                   |
| 22                 | Elena Doboș                   |
| 23                 | Radu Baltasiu                 |
| 24                 | Maria-Lăcrămioara Nicolescu   |
| 25                 | Dragoș-Dumitru Dragoman       |
| 26                 | Tiberiu Foris                 |
| 27                 | Dumitrina Mitrea              |
| 28                 | Paul-Cătălin Costea           |
| 29                 | Cosmin-Ioan Corendea          |
| 30                 | Alin-George Gheorghiu         |
| 31                 | Svetlana Gomboș               |
| 32                 | Oana-Maria-Cătălina Macarie   |
| 33                 | Liviu-Adrian Natea            |
| 34                 | Selena-Gabriela Vîlcu         |
| 35                 | Mirela-Daniela Irindea        |
| 36                 | Luminița Păucean-Fernandes    |
| 37                 | Ramona Lovin                  |
| 38                 | Sebastian Spînu               |
| 39                 | Antonio Andrușceac            |
| 40                 | Felicia Akkaya                |
| 41                 | Ringo Dămureanu               |
| 42                 | Fabian-Cristian Radu          |
| 43                 | Cosmin-Teodor Iosub           |

| Lista candidaților | Lista candidaților             |
| #                  | Candidat                       |
| ------------------ | ------------------------------ |
| 1                  | Cristian Barbu                 |
| 2                  | Lia Ardelean                   |
| 3                  | Mugur Ciuvică                  |
| 4                  | Bogdan Ciucă                   |
| 5                  | Raluca Bugnar                  |
| 6                  | Bogdan Jelea                   |
| 7                  | Eugenia Șerban                 |
| 8                  | Daniel Ionașcu                 |
| 9                  | Ionel Gae                      |
| 10                 | Liviu Marian Pop               |
| 11                 | Amedeo-Laurențiu Dulamă        |
| 12                 | Mariana Vârgă                  |
| 13                 | Ciprian Faraon                 |
| 14                 | Gheorghe Pintea                |
| 15                 | Mihai Iacob                    |
| 16                 | Mihaela Pundiche               |
| 17                 | Ella Pintilei                  |
| 18                 | Adrian Cureniuc                |
| 19                 | Dumitru Miroiu                 |
| 20                 | Constantin Harasim             |
| 21                 | Ioan Simionca                  |
| 22                 | Gabriel Berca                  |
| 23                 | Iancu Armas                    |
| 24                 | Valentin-Constantin Bretfelean |
| 25                 | Dan Cosmin Badea               |
| 26                 | Laura Mirela Iusein            |
| 27                 | Alexandra Chiforeanu           |
| 28                 | Silviu-Teofil Hădăreanu        |
| 29                 | Valentina Banu                 |
| 30                 | Claudiu-Traian Covaciu         |
| 31                 | Ionuț Ghergha Barbu            |
| 32                 | Sever Hirișcău                 |
| 33                 | Cătălin Davidescu              |
| 34                 | Victor Torcea                  |
| 35                 | Dănuț Barchizeanu              |
| 36                 | Elena Savu                     |
| 37                 | Constantin Dinescu             |
| 38                 | Sorin-George Grigorescu        |
| 39                 | Eugen-Cristian Predicel        |
| 40                 | Ionuț-Ninel Cernea             |
| 41                 | Ștefal-Daniel Dinu             |
| 42                 | Radu Preda                     |
| 43                 | Tiberiu-Traian Burada          |

| Lista candidaților | Lista candidaților        |
| #                  | Candidat                  |
| ------------------ | ------------------------- |
| 1                  | Dan Barna                 |
| 2                  | Vlad Voiculescu           |
| 3                  | Eugen Tomac               |
| 4                  | Vlad Botoș                |
| 5                  | Cristina Prună            |
| 6                  | Violeta Alexandru         |
| 7                  | Radu-Mihai Mihail         |
| 8                  | Corina Atanasiu           |
| 9                  | Adriana Cristian          |
| 10                 | Ionuț Simionca            |
| 11                 | Ionel Dancă               |
| 12                 | George Gima               |
| 13                 | Teodora Stoian            |
| 14                 | Nicoleta-Cătălina Bozianu |
| 15                 | Claudiu-Martin Chira      |
| 16                 | Ramona-Ioana Goga         |
| 17                 | Alina-Roxana Gîrbea       |
| 18                 | Marian Andronache         |
| 19                 | Leonid Boaghi             |
| 20                 | Geta-Daniela Drăghici     |
| 21                 | Alina Totti               |
| 22                 | Radu-Mircea Pescar        |
| 23                 | Vasile Nagy               |
| 24                 | Nicolae-Mihai Șvab        |
| 25                 | Emilia Mateescu           |
| 26                 | Adrian-Mihăiță Todoran    |
| 27                 | Nicolae-Petrișor Potec    |
| 28                 | Ion Belu                  |
| 29                 | Gabriela Ferguson         |
| 30                 | Claudiu-Iorga Palaz       |
| 31                 | Ștefan Csordaș            |
| 32                 | Ana-Lucia Hang            |
| 33                 | Dan-Adrian Pop            |
| 34                 | Ligia-Iunia Dugulescu     |
| 35                 | Ionel Pușcaș              |
| 36                 | Ștefan-Lucian Judele      |
| 37                 | Raluca-Mihaela Bercea     |
| 38                 | Nicolae Davițoiu          |
| 39                 | Ion Ștefan                |
| 40                 | Ionuț-Ciprian Alexandru   |
| 41                 | Andrei Chirica            |
| 42                 | Mihai Simionescu          |
| 43                 | Ionuț Stoica              |

| Lista candidaților | Lista candidaților      |
| #                  | Candidat                |
| ------------------ | ----------------------- |
| 1                  | Lucia Stanciu           |
| 2                  | Constantin Ionescu      |
| 3                  | Remus-Florin Mănoiu     |
| 4                  | Adrian-Virgil Ionescu   |
| 5                  | Liviu-Aurelian Roșu     |
| 6                  | Radu-Marius Neacșu      |
| 7                  | Liviu Mitrofan          |
| 8                  | Gheorghiță Zbăganu      |
| 9                  | Ștefan Pitea            |
| 10                 | Diana-Andreea Pană      |
| 11                 | George-Emil Puricel     |
| 12                 | Neguța Scarlet          |
| 13                 | Lucia Melinte           |
| 14                 | Lucian Roșu             |
| 15                 | Dumitru Stanciu         |
| 16                 | Ion-Florin Ioana        |
| 17                 | Andreea Lazu            |
| 18                 | Petre Nedelcu           |
| 19                 | Constandin Necula       |
| 20                 | Gheorghe Rotaru         |
| 21                 | Elena Ionescu           |
| 22                 | Marta Antohi            |
| 23                 | Carmen-Elena Dumitrache |
| 24                 | Cristina-Catița Stancu  |
| 25                 | Gheorghe Grădiștean     |
| 26                 | Georgeta Giurea         |
| 27                 | Petre Popescu           |
| 28                 | Constantin Oiță         |
| 29                 | Viorel-Cosmin Iosif     |
| 30                 | Costel Dima             |
| 31                 | Ion Dicu                |
| 32                 | Ana Boștinescu-Bărăscu  |
| 33                 | Nicolae Marinescu       |
| 34                 | Filofteia Scurtu        |
| 35                 | Paul-Valeriu Tavșance   |
| 36                 | Ioan Răducu             |
| 37                 | Nicolae Iosif           |
| 38                 | Constantin-Liviu Sandu  |
| 39                 | Ilie Rotaru             |
| 40                 | Dorina Golea            |
| 41                 | Stan-Gheorghe Arsenoiu  |
| 42                 | Daniel Dumitrache       |
| 43                 | Elena-Mădălina Țicleanu |

| Lista candidaților | Lista candidaților        |
| #                  | Candidat                  |
| ------------------ | ------------------------- |
| 1                  | Dorel Onaca               |
| 2                  | Victor Iovici             |
| 3                  | Mariana Pușcașu           |
| 4                  | Vasile Petcu              |
| 5                  | Ion Mihuțescu             |
| 6                  | Mihaela Frangulea         |
| 7                  | Florian Mirea-Diaconu     |
| 8                  | Sergiu Porfire            |
| 9                  | Ion Dăbuleanu             |
| 10                 | Claudiu Tătărăscu         |
| 11                 | Virgil Manea              |
| 12                 | Nicoleta Pelelungă        |
| 13                 | Maria Popa                |
| 14                 | Ionela Ignat              |
| 15                 | Loredana-Andreea Voinea   |
| 16                 | George-Cristian Cocoș     |
| 17                 | Axente-Ciprian Dăgan      |
| 18                 | Daniela Drăghici          |
| 19                 | Rodică Boerescu           |
| 20                 | Claudiu-Ciprian Tănăsescu |
| 21                 | Simion-Dan Călina         |
| 22                 | Dan Vasile                |
| 23                 | Oana-Daniela Ocheșel      |
| 24                 | Dan-Tudor Tănăsescu       |
| 25                 | Gheorghe Barbu            |
| 26                 | Irina Dănila              |
| 27                 | Andrei Zăvoi              |
| 28                 | Mihai Valentin Linte      |
| 29                 | Daria-Alexandra Rusu      |
| 30                 | Valentin-Dorel Nencu      |
| 31                 | Alexandru-Ionuț Costea    |
| 32                 | Laura-Mihaela Mitrofan    |
| 33                 | Andrei Condoiu            |
| 34                 | Stela Chirilovici         |
| 35                 | Ana-Maria Vîlcică         |
| 36                 | Petru-Nicolae Demian      |
| 37                 | Deniz-Gener Ibram         |
| 38                 | Marian Petcu              |
| 39                 | Petru Pavăl               |
| 40                 | Vasile Muși               |
| 41                 | Constantin Oprea          |
| 42                 | Damian-Gheorghe Pop       |
| 43                 | Emanuel-Vladimir Mucuță   |

| Lista candidaților | Lista candidaților        |
| #                  | Candidat                  |
| ------------------ | ------------------------- |
| 1                  | Iulian Surugiu            |
| 2                  | Florin-Mădălin Lisaru     |
| 3                  | Dan Băbuț                 |
| 4                  | Vasile Mușa               |
| 5                  | Zoltan Magyesi            |
| 6                  | Corneliu Crăciun          |
| 7                  | Ioana-Hermina Păiuș       |
| 8                  | Alexandru Opriț           |
| 9                  | Gabriel Bolovan           |
| 10                 | Costel Baston             |
| 11                 | Iuliana Tepei             |
| 12                 | Ion Dorobanțu             |
| 13                 | Florentin Dragu           |
| 14                 | Ioan Ciprian Popa         |
| 15                 | Georgeta Tănase           |
| 16                 | Gheorghe Dobrin           |
| 17                 | Marius-Ioan Ambrozie      |
| 18                 | Sorina Șerban             |
| 19                 | Valentin Naghi            |
| 20                 | Gheorghina-Nadia Alset    |
| 21                 | Florin Potop              |
| 22                 | Codruț Sandu              |
| 23                 | Carol Goghie              |
| 24                 | Cristian-Sebastian Dinică |
| 25                 | Georgeta Constantin-Nescu |
| 26                 | Laurențiu Țăpîrdea        |
| 27                 | Costel Ionescu            |
| 28                 | Octav-Adrian Niță         |
| 29                 | Sergiu-Vasile Ziman       |
| 30                 | Gabriel Mihali-Timiș      |

| Lista candidaților | Lista candidaților        |
| #                  | Candidat                  |
| ------------------ | ------------------------- |
| 1                  | Adela Mîrza               |
| 2                  | Horațiu-Nicolae Guță      |
| 3                  | Mihăiță-Victoraș Păduraru |
| 4                  | Iulia-Mihaela Filip       |
| 5                  | Karina-Adriana Ochiș      |
| 6                  | Gabriel Purcăruș          |
| 7                  | Daniel-Marian Uncu        |
| 8                  | Cristian Cernescu         |
| 9                  | Valentin Licxandru        |
| 10                 | Alexandru Marian Radu     |
| 11                 | Vasile-Florin Șomlea      |
| 12                 | Livia-Dorina Mazăre       |
| 13                 | Anișoara Floroaei         |
| 14                 | Cristian-Aurel Galea      |
| 15                 | Alexandru Șerbu           |
| 16                 | Cezara Popescu            |
| 17                 | Ion Milodin               |
| 18                 | Călin-Gheorghe Herțeg     |
| 19                 | Gavril-Lucian Gal         |
| 20                 | Ciprian-Nicolae Tomele    |
| 21                 | Mircea-Bogdan Tanăsescu   |
| 22                 | Olivia-Mihaela Margan     |
| 23                 | Victor-Alexandru Harea    |
| 24                 | Călin-Teodor Morariu      |
| 25                 | Ovidiu Mărculescu         |
| 26                 | Alexandru Milodin         |
| 27                 | Iovian-Marinel Rus        |
| 28                 | Marcel Paraschiv          |
| 29                 | Alexandru Luca            |
| 30                 | Claudia Iosif             |
| 31                 | Ioan Florescu             |
| 32                 | Theodor-Cosmin Gheorghe   |
| 33                 | Cristina-Georgeta Alecse  |
| 34                 | Ștefan-Adrian Ardeleanu   |
| 35                 | Alexandru Crudu           |
| 36                 | Mariana Băltărețu         |
| 37                 | Florin-Ciprian Câmpean    |
| 38                 | Ioana Saidac              |
| 39                 | Vlad-Doroș Adam           |
| 40                 | Raluca Podea              |
| 41                 | Ionela Stroe              |
| 42                 | Ioan-Mircea Grecu         |
| 43                 | Petruța-Nicoleta Băcănaru |

| Lista candidaților | Lista candidaților          |
| #                  | Candidat                    |
| ------------------ | --------------------------- |
| 1                  | Diana Iovanovici-Șoșoacă    |
| 2                  | Luis-Vicențiu Lazarus       |
| 3                  | Ștefănel-Dan Marin          |
| 4                  | Sava-Dragomir Tomașeschi    |
| 5                  | Andreea-Petonela Cîmpianu   |
| 6                  | Marin Costache              |
| 7                  | Victor-Horia Bobei          |
| 8                  | Cristian Stancovici         |
| 9                  | Mihaela-Maria Windischhofer |
| 10                 | Luana Târziu                |
| 11                 | Glad Simuț                  |
| 12                 | Amalia Bellantoni           |
| 13                 | Danil Țulugea               |
| 14                 | Mihai-Adrian Țiu            |
| 15                 | Florian-Alexandru Nicula    |
| 16                 | Ingrid-Elena Alexandrescu   |
| 17                 | Nini-Alexandru Pascalini    |
| 18                 | Silvestru-Rădăuți Bălan     |
| 19                 | Gabriela-Violeta Iordăchiță |
| 20                 | Marius-Lucian Tudor         |
| 21                 | Ion Nicolae                 |
| 22                 | Carmen Vasiliu              |
| 23                 | Dan-Mihai Kiss              |
| 24                 | Gabriel Florescu            |
| 25                 | Livia-Tatiana Gheorghe      |
| 26                 | Daniel-Paul-Romeo Gheorghe  |
| 27                 | Felicia Rădăcină            |
| 28                 | Ferenc Püsök                |
| 29                 | Daniel Axmann               |
| 30                 | Maria Albu                  |
| 31                 | Ovidia-Ileana Lupașcu       |
| 32                 | Simona-Manuela Reclaru      |
| 33                 | Elena Grapă                 |
| 34                 | Mihai Adrian Dinu           |
| 35                 | Ion Ghinescu                |
| 36                 | Sorina Iftime               |
| 37                 | Marin Iosif                 |
| 38                 | Adrian Constantinescu       |
| 39                 | Vasile Deac                 |
| 40                 | Roxana-Maria Șerbănescu     |
| 41                 | Nicolae Iuga                |
| 42                 | Aurel Name                  |
| 43                 | Ionuț-Alexandru Dănilă      |

| Lista candidaților | Lista candidaților         |
| #                  | Candidat                   |
| ------------------ | -------------------------- |
| 1                  | Florin Călinescu           |
| 2                  | Marius-Simion Mocan        |
| 3                  | Drăgușin Lavinia           |
| 4                  | Bogdan Cadăr               |
| 5                  | Carleta Pasat              |
| 6                  | Delia Bardoș               |
| 7                  | Ana Badea                  |
| 8                  | Delia Bercea               |
| 9                  | Lucian Roiban              |
| 10                 | Constant Ionescu           |
| 11                 | Cosmin Vidican             |
| 12                 | Marian-Constantin Peticilă |
| 13                 | Paul Antonie-Pașca         |
| 14                 | Ilona-Adelaida Duță        |
| 15                 | Marius-Cristian Mariș      |
| 16                 | Marina-Florentina Ichim    |
| 17                 | Nicolae-Cornel Olar        |
| 18                 | Lazăr-Gigel Monu           |
| 19                 | Cristian Deaconu           |
| 20                 | Andrei Surdu               |
| 21                 | Gheorghiță-Mădălin Merca   |
| 22                 | Alina Damian               |
| 23                 | Constantin Lădan           |
| 24                 | Simion Cornestian          |
| 25                 | Florin Bodnărescu          |
| 26                 | Horațiu-Ion Bîrjega        |
| 27                 | Damian-Ionel Ilea          |
| 28                 | Crenguța Popa              |
| 29                 | Ileana Pastorcici          |
| 30                 | Cezara-Andrada Rondolean   |
| 31                 | Ionuț-Alecsandru Damian    |

## Sondaje de opinie
| Dată                          | Firmă de sondare | Eșantion | Coaliția Națională pentru România (CNR) | Coaliția Națională pentru România (CNR) | PUSL S&D | Alianța Dreapta Unită (ADU) | Alianța Dreapta Unită (ADU) | Alianța Dreapta Unită (ADU) | PRO România S&D | UDMR- RMDSZ PPE | AUR ECR | S.O.S. NI | REPER Renew | Alianța AER | Alianța AER | Alții | Avans |      |     |     |       |      |
| Dată                          | Firmă de sondare | Eșantion | PNL PPE | PSD S&D | PUSL S&D | USR Renew | PMP PPE | FD PPE | PRO România S&D | UDMR- RMDSZ PPE | AUR ECR | S.O.S. NI | REPER Renew | PER NI | PV G/EFA | Alții | Avans |      |     |     |       |      |
| ----------------------------- | --- | --- | --- | --- | --- | --- | --- | --- | --- | --- | --- | --- | --- | --- | --- | --- | --- | ---- | --- | --- | ----- | ---- |
| Dată                          | Firmă de sondare | Eșantion | 9 iunie 2024 | Alegerile din 2024 | 9.439.644 | 48.55 | 48.55 | 1.48 | 8.71 | 8.71 | 8.71 | N/A | 6.48 | 14.93 | 5.03 | Alții | Avans | 3.74 | N/A | N/A | 11.08 | 33.8 |
| Exit-Poll CURS-Avangarde      | N/A | 53 | 53 | N/A | 11 | 11 | 11 | N/A | 5 | 15 | 4 | 3 | N/A | N/A | N/A | 40 | |      |     |     |       |      |
| 20–25 mai 2024                | INSCOP | 1.100 | 43.7 | 43.7 | 1.3 | 14.1 | 14.1 | 14.1 | N/A | 6 | 17.5 | 4.4 | 1.3 | N/A | N/A | 6.8 | 26.2 |      |     |     |       |      |
| 12–20 aprilie 2024            | INSCOP | 1.100 | 46.6 | 46.6 | 1.5 | 13.8 | 13.8 | 13.8 | 2.7 | 5.1 | 16.7 | 4.5 | 1.8 | 4.4 | 4.4 | 2.9 | 29.9 |      |     |     |       |      |
| 19–28 martie 2024             | CURS | 1.067 | 53 | 53 | 4 | 14 | 14 | 14 | N/A | 5 | 14 | 5 | N/A | N/A | N/A | 5 | 39 |      |     |     |       |      |
| 23 febuarie–5 martie 2024     | Ipsos | 970 | 42.4 | 42.4 | 3.0 | 14.2 | 14.2 | 14.2 | 5.1 | 3.6 | 20.7 | 5.9 | N/A | N/A | N/A | 5.2 | 21.7 |      |     |     |       |      |
| 22–29 februarie 2024          | INSCOP | 1.100 | 43.7 | 43.7 | N/A | 13.7 | 13.7 | 13.7 | 3.7 | 3.9 | 20.9 | 6.4 | 0.9 | 3.4 | 3.4 | 3.4 | 22.8 |      |     |     |       |      |
| febuarie 2024                 | INSOMAR | 1.030 | 40.8 | 40.8 | 1.5 | 11.5 | 11.5 | 11.5 | 1.7 | 4.5 | 30.5 | 2 | N/A | N/A | N/A | 7.5 | 10.3 |      |     |     |       |      |
| 21 febuarie 2024              | Coaliția de guvernare (i.e., Coaliția Națională pentru România) formată din PSD și PNL a decis comasarea alegerilor locale cu cele europarlamentare. Cele două partide vor candida pe liste comune la alegerile europarlamentare. | Coaliția de guvernare (i.e., Coaliția Națională pentru România) formată din PSD și PNL a decis comasarea alegerilor locale cu cele europarlamentare. Cele două partide vor candida pe liste comune la alegerile europarlamentare. | Coaliția de guvernare (i.e., Coaliția Națională pentru România) formată din PSD și PNL a decis comasarea alegerilor locale cu cele europarlamentare. Cele două partide vor candida pe liste comune la alegerile europarlamentare. | Coaliția de guvernare (i.e., Coaliția Națională pentru România) formată din PSD și PNL a decis comasarea alegerilor locale cu cele europarlamentare. Cele două partide vor candida pe liste comune la alegerile europarlamentare. | Coaliția de guvernare (i.e., Coaliția Națională pentru România) formată din PSD și PNL a decis comasarea alegerilor locale cu cele europarlamentare. Cele două partide vor candida pe liste comune la alegerile europarlamentare. | Coaliția de guvernare (i.e., Coaliția Națională pentru România) formată din PSD și PNL a decis comasarea alegerilor locale cu cele europarlamentare. Cele două partide vor candida pe liste comune la alegerile europarlamentare. | Coaliția de guvernare (i.e., Coaliția Națională pentru România) formată din PSD și PNL a decis comasarea alegerilor locale cu cele europarlamentare. Cele două partide vor candida pe liste comune la alegerile europarlamentare. | Coaliția de guvernare (i.e., Coaliția Națională pentru România) formată din PSD și PNL a decis comasarea alegerilor locale cu cele europarlamentare. Cele două partide vor candida pe liste comune la alegerile europarlamentare. | Coaliția de guvernare (i.e., Coaliția Națională pentru România) formată din PSD și PNL a decis comasarea alegerilor locale cu cele europarlamentare. Cele două partide vor candida pe liste comune la alegerile europarlamentare. | Coaliția de guvernare (i.e., Coaliția Națională pentru România) formată din PSD și PNL a decis comasarea alegerilor locale cu cele europarlamentare. Cele două partide vor candida pe liste comune la alegerile europarlamentare. | Coaliția de guvernare (i.e., Coaliția Națională pentru România) formată din PSD și PNL a decis comasarea alegerilor locale cu cele europarlamentare. Cele două partide vor candida pe liste comune la alegerile europarlamentare. | Coaliția de guvernare (i.e., Coaliția Națională pentru România) formată din PSD și PNL a decis comasarea alegerilor locale cu cele europarlamentare. Cele două partide vor candida pe liste comune la alegerile europarlamentare. | Coaliția de guvernare (i.e., Coaliția Națională pentru România) formată din PSD și PNL a decis comasarea alegerilor locale cu cele europarlamentare. Cele două partide vor candida pe liste comune la alegerile europarlamentare. | Coaliția de guvernare (i.e., Coaliția Națională pentru România) formată din PSD și PNL a decis comasarea alegerilor locale cu cele europarlamentare. Cele două partide vor candida pe liste comune la alegerile europarlamentare. | Coaliția de guvernare (i.e., Coaliția Națională pentru România) formată din PSD și PNL a decis comasarea alegerilor locale cu cele europarlamentare. Cele două partide vor candida pe liste comune la alegerile europarlamentare. | Coaliția de guvernare (i.e., Coaliția Națională pentru România) formată din PSD și PNL a decis comasarea alegerilor locale cu cele europarlamentare. Cele două partide vor candida pe liste comune la alegerile europarlamentare. | Coaliția de guvernare (i.e., Coaliția Națională pentru România) formată din PSD și PNL a decis comasarea alegerilor locale cu cele europarlamentare. Cele două partide vor candida pe liste comune la alegerile europarlamentare. |      |     |     |       |      |
| 19–20 febuarie 2024           | Avangarde | 950 | 20 | 31 | N/A | 15 | 15 | 15 | N/A | 5 | 20 | 8 | 2 | N/A | N/A | 1 | 11 |      |     |     |       |      |
| 15–27 ianuarie 2024           | CURS | N/A | 19 | 30 | 3 | 14 | 14 | 14 | N/A | 5 | 21 | 4 | N/A | N/A | N/A | 4 | 9 |      |     |     |       |      |
| 16–24 ianuarie 2024           | INSCOP | N/A | 18.8 | 29.5 | N/A | 12.9 | 12.9 | 12.9 | 3.0 | 4.8 | 18.4 | 6.5 | 0.5 | 3.4 | 3.4 | 2.2 | 10.7 |      |     |     |       |      |
| 8–22 ianuarie 2024            | Avangarde | N/A | 21 | 31 | N/A | 14 | 14 | 14 | N/A | 5 | 19 | 8 | 1 | N/A | N/A | 1 | 10 |      |     |     |       |      |
| ianuarie 2024                 | Sociopol | N/A | 17 | 29 | 1 | 13 | 13 | 13 | 2 | 5 | 23 | 3 | 1 | 2 | N/A | 3 | 6 |      |     |     |       |      |
| ianuarie 2024                 | CIRA | 1.000 | 20 | 30 | N/A | 14 | 2 | 2 | N/A | 5 | 18 | 6 | 2 | N/A | N/A | 1 | 10 |      |     |     |       |      |
| 26–30 decembrie 2023          | CURS | 852 | 19 | 31 | 4 | 9 | 4 | 1 | 2 | 4 | 19 | 5 | N/A | N/A | N/A | 2 | 12 |      |     |     |       |      |
| 30 octombrie–6 noiembrie 2023 | Mercury Research | 1.227 | 16 | 26 | 0 | 22 | 22 | 22 | N/A | 3 | 19 | 7 | 1 | N/A | N/A | 5 | 4 |      |     |     |       |      |
| 30 octombrie–6 noiembrie 2023 | Mercury Research | 1.227 | 16 | 28 | 1 | 15 | 4 | 2 | N/A | 3 | 19 | 7 | 1 | N/A | N/A | 3 | 9 |      |     |     |       |      |
| 20–28 septembrie 2023         | Avangarde | 994 | 21 | 31 | N/A | 13 | 3 | 1 | 1 | 5 | 19 | 5 | N/A | N/A | N/A | 1 | 10 |      |     |     |       |      |
| 11–25 septembrie 2023         | LARICS | 1.003 | 22.9 | 31.5 | 1.0 | 15.2 | 4.4 | N/A | N/A | 3.2 | 14.6 | 4.7 | N/A | N/A | N/A | 2.4 | 8.6 |      |     |     |       |      |
| 28–31 august 2023             | INSOMAR | 1.030 | 15 | 25 | 2 | 7 | 3 | 3 | N/A | 4 | 27 | 4 | N/A | N/A | N/A | 10 | 2 |      |     |     |       |      |
| 6 decembrie 2020              | Alegerile parlamentare din 2020 | 6.057.774 | 25.18 | 28.9 | 1.01 | 15.37 | 4.82 | N/A | 4.09 | 5.74 | 9.08 | N/A | N/A | N/A | N/A | 5.81 | 3.72 |      |     |     |       |      |
| 26 mai 2019                   | Alegerile din 2019 | 9.069.822 | 27.0 | 22.5 | 22.5 | 22.36 | 5.76 | N/A | 6.44 | 5.26 | N/A | N/A | N/A | N/A | N/A | 10.68 | 4.5 |      |     |     |       |      |

### Proiecția locurilor în Parlamentul European (PE)
| Dată                       | Firmă de sondare   | PSD S&D      | PNL PPE            | AUR ECR | USR Renew | PMP PPE | FD PPE | UDMR RMDSZ PPE | S.O.S. NI | PRO S&D | PUSL S&D | Alții | Avans     |     |     |   |   |
| -------------------------- | ------------------ | ------------ | ------------------ | ------- | --------- | ------- | ------ | -------------- | --------- | ------- | -------- | ----- | --------- | --- | --- | - | - |
| Dată                       | Firmă de sondare   | 9 iunie 2024 | Alegerile din 2024 | 10      | 8         | 6       | 2      | 1              | 0         | 2       | 2        | Alții | Avans     | N/A | N/A | 1 | 2 |
| 31 mai 2024                | Europe elects      | 11           | 8                  | 8       | 4         | 1       | 1      | N/A            | N/A       | N/A     | N/A      | N/A   | 3         |     |     |   |   |
| 30 aprilie 2024            | Europe elects      | 10           | 9                  | 8       | 4         | 1       | 1      | N/A            | N/A       | N/A     | N/A      | N/A   | 1         |     |     |   |   |
| 31 martie 2024             | Europe elects      | 8            | 8                  | 8       | 4         | 1       | 1      | N/A            | 2         | N/A     | N/A      | N/A   | Egalitate |     |     |   |   |
| 23 februarie–5 martie 2024 | Ipsos              |              | 16                 | 8       | 5         | 5       | 5      | 0              | 2         | 2       | 0        | 0     | 8         |     |     |   |   |
| 29 februarie 2024          | Europe elects      | 10           | 10                 | 8       | 4         | 1       | N/A    | N/A            | N/A       | N/A     | N/A      | N/A   | Egalitate |     |     |   |   |
| 31 ianuarie 2024           | Europe elects      | 12           | 7                  | 7       | 3         | 1       | 1      | N/A            | 2         | N/A     | N/A      | N/A   | 5         |     |     |   |   |
| 30 decembrie 2023          | Europe elects      | 12           | 8                  | 7       | 4         | N/A     | N/A    | N/A            | 2         | N/A     | N/A      | N/A   | 4         |     |     |   |   |
| 30 noiembrie 2023          | Europe elects      | 12           | 8                  | 7       | 6         | N/A     | N/A    | N/A            | N/A       | N/A     | N/A      | N/A   | 4         |     |     |   |   |
| 31 octombrie 2023          | Europe elects      | 13           | 8                  | 8       | 4         | N/A     | N/A    | N/A            | N/A       | N/A     | N/A      | N/A   | 5         |     |     |   |   |
| 30 septembrie 2023         | Europe elects      | 11           | 6                  | 11      | 3         | N/A     | N/A    | 2              | N/A       | N/A     | N/A      | N/A   | Egalitate |     |     |   |   |
| 31 august 2023             | Europe elects      | 13           | 7                  | 8       | 5         | N/A     | N/A    | N/A            | N/A       | N/A     | N/A      | N/A   | 5         |     |     |   |   |
| 31 iulie 2023              | Europe elects      | 12           | 8                  | 8       | 5         | N/A     | N/A    | N/A            | N/A       | N/A     | N/A      | N/A   | 4         |     |     |   |   |
| 28 iunie 2023              | Europe elects      | 12           | 7                  | 6       | 4         | 2       | N/A    | N/A            | N/A       | 2       | N/A      | N/A   | 5         |     |     |   |   |
| 31 mai 2023                | Europe elects      | 12           | 8                  | 7       | 4         | N/A     | N/A    | 2              | N/A       | N/A     | N/A      | N/A   | 4         |     |     |   |   |
| 26 mai 2019                | Alegerile din 2019 | 8            | 10                 | N/A     | 8         | 2       | N/A    | 2              | N/A       | 2       | 1        | N/A   | 2         |     |     |   |   |

## Sondaje de opinie la nivel de județ/municipiu/capitală

### București
| Firmă de sondare   | Date                          | Eșantion | Alianța PSD-PNL (CNR)               | Alianța PSD-PNL (CNR) | PUSL S&D | Alianța Dreapta Unită (ADU) | Alianța Dreapta Unită (ADU) | Alianța Dreapta Unită (ADU) | PRO S&D | UDMR/RMDSZ PPE | AUR ECR | S.O.S. NI | REPER Renew | Alianța AER | Alianța AER | Alții | Avans |      |     |     |      |     |
| Firmă de sondare   | Date                          | Eșantion | PNL PPE                             | PSD S&D               | PUSL S&D | USR Renew                   | PMP PPE                     | FD PPE                      | PRO S&D | UDMR/RMDSZ PPE | AUR ECR | S.O.S. NI | REPER Renew | PER         | PV          | Alții | Avans |      |     |     |      |     |
| ------------------ | ----------------------------- | -------- | ----------------------------------- | --------------------- | -------- | --------------------------- | --------------------------- | --------------------------- | ------- | -------------- | ------- | --------- | ----------- | ----------- | ----------- | ----- | ----- | ---- | --- | --- | ---- | --- |
| Firmă de sondare   | Date                          | Eșantion | Alegerile europarlamentare din 2024 | 9 iunie 2024          | 794.823  | 28.6                        | 28.6                        | 4.7                         | 19.5    | 19.5           | 19.5    | N/A       | 0.6         | 12.3        | 3.9         | Alții | Avans | 10.7 | N/A | N/A | 19.7 | 9.1 |
| Avangarde          | 24–27 aprilie 2024            | 1.150    | 50.0                                | 50.0                  | 9.0      | 26.0                        | 26.0                        | 26.0                        | N/A     | N/A            | 11.0    | 1.0       | 2.0         | N/A         | N/A         | 1.0   | 24.0  |      |     |     |      |     |
| Verifield          | 2–9 martie 2024               | N/A      | 45.7                                | 45.7                  | 4.6      | 26.3                        | 26.3                        | 26.3                        | N/A     | N/A            | 6.4     | 4.2       | 5.8         | 4.2         | 4.2         | 2.8   | 19.4  |      |     |     |      |     |
| Ipsos              | 1 noiembrie–18 decembrie 2023 | 5.400    | 15.5                                | 39.5                  | N/A      | 22.4                        | 2.3                         | 1.8                         | N/A     | 0.7            | 11.7    | 2.7       | 1.4         | N/A         | N/A         | 1.9   | 17.1  |      |     |     |      |     |
| Alegerile din 2019 | 26 mai 2019                   | 943.118  | 15.48                               | 16.38                 | 16.38    | 39.89                       | 7.99                        | N/A                         | 6.75    | 0.36           | N/A     | N/A       | N/A         | N/A         | N/A         | 13.15 | 23.51 |      |     |     |      |     |

## Rezultate

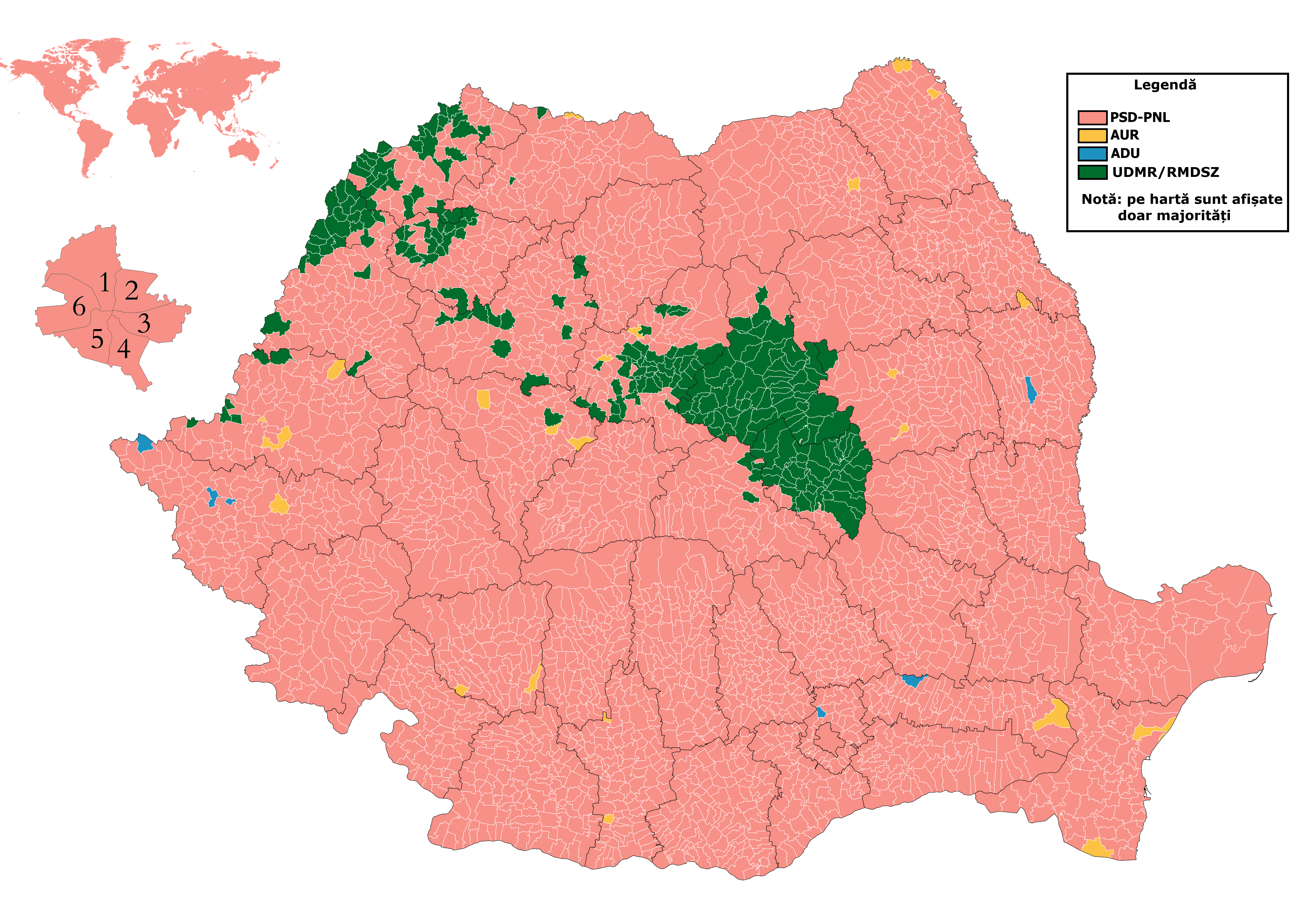
Rezultatele în fiecare localitate, în sectoarele municipiul București și în diaspora.

Rezultatele alegerilor europarlamentare din România de la data de 9 iunie 2024 se regăsesc în tabelul de mai jos:
| Partid/Candidat                                                               | Partid/Candidat                                                                              | Partid/Candidat           | Partid/Candidat               | Număr de candidați | Voturi    | Procente | +/–      | Mandate | +/– |
| Partid național                                                               | Partid național                                                                              | Partid european           | Grup europarlamentar          | Număr de candidați | Voturi    | Procente | +/–      | Mandate | +/– |
| ----------------------------------------------------------------------------- | -------------------------------------------------------------------------------------------- | ------------------------- | ----------------------------- | ------------------ | --------- | -------- | -------- | ------- | --- |
|                                                                               | Alianța Electorală PSD-PNL - Partidul Social Democrat - Partidul Național Liberal            | PES (PSD), PPE (PNL)      | S&D (PSD), PPE (PNL)          | 43                 | 4.341.686 | 48,55%   | ▼ 0.8pp  | 19      | ▬ 0 |
|                                                                               | Alianța pentru Unirea Românilor                                                              | CRE                       | CRE                           | 43                 | 1.334.905 | 14,93%   | Nou      | 6       | ▲ 6 |
|                                                                               | Alianța Dreapta Unită - Uniunea Salvați România - Partidul Mișcarea Populară - Forța Dreptei | ALDE (USR), PPE (PMP, FD) | Renew Europe (USR), PPE (PMP) | 43                 | 778.901   | 8,71%    | ▼ 19,6%  | 3       | ▼ 7 |
|                                                                               | Uniunea Democrată Maghiară din România                                                       | PPE                       | PPE                           | 43                 | 579.180   | 6,48%    | ▲ 1,3%   | 2       | ▬ 0 |
|                                                                               | S.O.S. România                                                                               | —                         | —                             | 43                 | 450.040   | 5,03%    | Nou      | 2       | ▲ 2 |
|                                                                               | Reînnoim Proiectul European al României                                                      | —                         | Renew Europe                  | 43                 | 334.703   | 3,74%    | Nou      | 0       | ▼ 5 |
|                                                                               | Candidat independent: Nicolae Ștefănuță                                                      | —                         | —                             | 1                  | 275.796   | 3,08%    | Nou      | 1       | ▬ 0 |
|                                                                               | Candidat independent: Vlad Gheorghe                                                          | —                         | —                             | 1                  | 221.630   | 2,48%    | Nou      | 0       | ▼ 1 |
|                                                                               | Partidul Diaspora Unită                                                                      | —                         | —                             | 31                 | 159.943   | 1,79%    | Nou      | 0       | ▬ 0 |
|                                                                               | Partidul Umanist Social Liberal                                                              | —                         | S&D                           | 43                 | 132.402   | 1,48%    | Nou      | 0       | ▬ 0 |
|                                                                               | Candidat independent: Dumitru-Silvestru Șoșoacă                                              | —                         | —                             | 1                  | 80.244    | 0,90%    | Nou      | 0       | ▬ 0 |
|                                                                               | Partidul Patrioților                                                                         | —                         | —                             | 30                 | 65.440    | 0,73%    | Nou      | 0       | ▬ 0 |
|                                                                               | Partidul România Mare                                                                        | —                         | —                             | 43                 | 59.272    | 0,66%    | ▲ 0,66%  | 0       | ▬ 0 |
|                                                                               | Candidat independent: Paula-Marinela Pîrvănescu                                              | —                         | —                             | 1                  | 51.087    | 0,57%    | Nou      | 0       | ▬ 0 |
|                                                                               | Partidul Alternativa Dreaptă                                                                 | CRE                       | —                             | 42                 | 40.281    | 0,45%    | Nou      | 0       | ▬ 0 |
|                                                                               | Alianța România Socialistă                                                                   | PEL                       | —                             | 43                 | 37.119    | 0,42%    | Nou      | 0       | ▬ 0 |
| Total:                                                                        | Total:                                                                                       | Total:                    | Total:                        | 494                | 8.942.626 | 100%     | ▲ 1.35pp | 33      | ▲1  |
| Sursă: Biroul Electoral Central Arhivat în 11 iunie 2024, la Wayback Machine. |                                                                                              |                           |                               |                    |           |          |          |         |     |

### Pe județe
| Județ           | PSD-PNL (%) | AUR (%) | ADU (%) | UDMR/RMDSZ (%) | S.O.S. (%) | REPER (%) |
| --------------- | ----------- | ------- | ------- | -------------- | ---------- | --------- |
| Județ           |             |         |         |                |            |           |
| Alba            | 54,80       | 18,54   | 5,74    | 4,25           | 4,21       | 2,39      |
| Arad            | 37,14       | 16,66   | 16,85   | 3,41           | 5,18       | 5,99      |
| Argeș           | 57,59       | 18,54   | 4,97    | 0,69           | 5,72       | 2,02      |
| Bacău           | 51,85       | 15,64   | 9,27    | 1,81           | 6,27       | 3,31      |
| Bihor           | 45,87       | 13,55   | 3,99    | 22,22          | 3,6        | 2,28      |
| Bistrița-Năsăud | 57,77       | 15,16   | 6,06    | 5,11           | 3,47       | 2,68      |
| Botoșani        | 62,90       | 15,69   | 4,31    | 0,72           | 5,28       | 1,47      |
| Brașov          | 40,94       | 13,58   | 15,43   | 6,35           | 4,36       | 5,06      |
| Brăila          | 62,96       | 14,15   | 4,66    | 0,67           | 6,99       | 1,41      |
| Buzău           | 63,76       | 13,01   | 6,40    | 0,59           | 5,16       | 1,49      |
| Caraș-Severin   | 58,73       | 17,26   | 5,69    | 1,33           | 5,61       | 1,41      |
| Călărași        | 66,82       | 14,10   | 5,09    | 0,50           | 5,09       | 1,12      |
| Cluj            | 33,26       | 14,02   | 11,16   | 13,37          | 3,17       | 8,08      |
| Constanța       | 45,61       | 17,43   | 10,37   | 0,69           | 7,10       | 2,97      |
| Covasna         | 11,57       | 5,75    | 2,55    | 74,37          | 1,25       | 0,75      |
| Dâmbovița       | 64,06       | 14,05   | 5,58    | 0,57           | 5,02       | 1,72      |
| Dolj            | 63,63       | 14,77   | 6,82    | 1,30           | 3,86       | 2,11      |
| Galați          | 59,45       | 13,14   | 6,30    | 0,65           | 5,52       | 2,55      |
| Giurgiu         | 71,52       | 11,57   | 3,66    | 0,68           | 4,08       | 0,98      |
| Gorj            | 56,15       | 21,54   | 5,24    | 1,08           | 5,62       | 1,45      |
| Harghita        | 7,21        | 2,85    | 1,09    | 84,71          | 0,93       | 0,51      |
| Hunedoara       | 52,35       | 19,17   | 5,16    | 3,94           | 4,76       | 2,25      |
| Ialomița        | 60,55       | 14,89   | 6,40    | 0,80           | 6,11       | 1,31      |
| Iași            | 49,42       | 13,73   | 10,08   | 0,59           | 5,61       | 6,17      |
| Ilfov           | 49,36       | 14,00   | 11,39   | 0,60           | 5,54       | 4,92      |
| Maramureș       | 50,32       | 16,07   | 7,76    | 6,42           | 4,98       | 3,05      |
| Mehedinți       | 68,97       | 15,39   | 3,88    | 0,82           | 3,93       | 0,98      |
| Mureș           | 30,69       | 12,98   | 5,56    | 37,21          | 2,77       | 2,20      |
| Neamț           | 54,79       | 15,94   | 6,16    | 0,79           | 6,78       | 2,58      |
| Olt             | 68,02       | 14,50   | 3,71    | 0,78           | 5,02       | 0,92      |
| Prahova         | 48,98       | 15,74   | 8,82    | 1,03           | 6,08       | 3,49      |
| Satu Mare       | 33,10       | 10,27   | 4,69    | 40,79          | 3,03       | 1,82      |
| Sălaj           | 44,13       | 13,93   | 4,49    | 22,86          | 3,07       | 4,51      |
| Sibiu           | 41,38       | 14,88   | 11,58   | 2,52           | 4,99       | 4,00      |
| Suceava         | 55,89       | 19,14   | 5,26    | 0,73           | 5,83       | 2,19      |
| Teleorman       | 69,90       | 14,29   | 4,20    | 0,67           | 3,68       | 1,27      |
| Timiș           | 37,14       | 16,66   | 16,85   | 3,41           | 5,18       | 5,99      |
| Tulcea          | 55,32       | 19,55   | 5,31    | 0,70           | 7,56       | 3,71      |
| Vaslui          | 57,07       | 16,38   | 8,57    | 0,98           | 4,92       | 1,76      |
| Vâlcea          | 57,59       | 18,54   | 4,97    | 0,69           | 5,72       | 2,02      |
| Vrancea         | 59,09       | 15,84   | 7,67    | 0,67           | 5,02       | 1,76      |
|                 |             |         |         |                |            |           |
| București       | 28,64       | 12,35   | 19,40   | 0,64           | 3,97       | 10,66     |
|                 |             |         |         |                |            |           |
| Sectorul 1      | 27,87       | 12,66   | 22,11   | 0,77           | 2,98       | 12,62     |
| Sectorul 2      | 29,55       | 12,10   | 21,42   | 0,69           | 4,12       | 10,91     |
| Sectorul 3      | 29,01       | 11,69   | 19,92   | 0,61           | 4,08       | 11,59     |
| Sectorul 4      | 29,54       | 13,10   | 18,18   | 0,59           | 4,36       | 10,56     |
| Sectorul 5      | 26,52       | 13,80   | 15,30   | 0,57           | 4,86       | 6,88      |
| Sectorul 6      | 28,81       | 11,38   | 19,16   | 0,62           | 3,49       | 10,92     |
|                 |             |         |         |                |            |           |
| Diaspora        | 21,35       | 14,65   | 16,34   | 1,04           | 13,52      | 9,70      |

### Delegația României în Parlamentul European (PE) după alegeri
| Grup europarlamentar                                | Grup europarlamentar                                                 | Mandate | Partid național                       | Mandate | Note   |
| --------------------------------------------------- | -------------------------------------------------------------------- | ------- | ------------------------------------- | ------- | ------ |
|                                                     | Grupul Partidului Popular European (PPE/EPP)                         | 11 / 33 | Partidul Național Liberal (PNL)       | 8       | [ v ]  |
| Uniunea Democrată Maghiară din România (UDMR/RMDSZ) | Grupul Partidului Popular European (PPE/EPP)                         | 11 / 33 | 2                                     | [ w ]   |        |
| Partidul Mișcarea Populară (PMP)                    | Grupul Partidului Popular European (PPE/EPP)                         | 11 / 33 | 1                                     | [ x ]   |        |
|                                                     | Alianța Progresistă a Socialiștilor și Democraților (S&D)            | 11 / 33 | Partidul Social Democrat (PSD)        | 10      | [ y ]  |
| Partidul Umanist Social Liberal (PUSL)              | Alianța Progresistă a Socialiștilor și Democraților (S&D)            | 11 / 33 | 1                                     | [ z ]   |        |
|                                                     | Conservatorii și Reformiștii Europeni (CRE/ECR)                      | 6 / 33  | Alianța pentru Unirea Românilor (AUR) | 5       | [ aa ] |
| Partidul Național Conservator Român (PNCR)          | Conservatorii și Reformiștii Europeni (CRE/ECR)                      | 6 / 33  | 1                                     | [ ab ]  |        |
|                                                     | Renew Europe                                                         | 2 / 33  | Uniunea Salvați România (USR)         | 2       | [ ac ] |
|                                                     | Neînscriși (NI)                                                      | 2 / 33  | S.O.S. România (S.O.S.)               | 2       | [ ad ] |
|                                                     | Grupul Verzilor/Alianța Liberă Europeană (Verzii/ALE/The Greens/EFA) | 1 / 33  | Independent                           | 1       | [ ae ] |
| Sursă: Parlamentul European                         |                                                                      |         |                                       |         |        |